# Ruth Paulig
Ruth Paulig (* 7. Juli 1949 in Seefeld) ist eine bayerische Politikerin.
Paulig gehörte bereits von 1986 bis 1994 für zwei Wahlperioden der grünen Landtagsfraktion im Bayerischen Landtag an und wurde über die Liste von Bündnis 90/Die Grünen 1998 bis 2008 erneut in den Landtag gewählt.

## Leben und Ausbildung
Nachdem dem Schulabschluss im Jahre 1968 studierte Paulig Biologie. Das Studium schloss sie 1973 mit dem Examen zur Diplom-Biologin mit Schwerpunkt Mikrotechnologie ab. Ab 1974 war sie wissenschaftliche Angestellte an der Ludwig-Maximilians-Universität München. Gleichzeitig studierte sie an der Akademie der Bildenden Künste in München. 1979 legte sie das erste und zweite Staatsexamen ab, das sie befähigte, Kunst zu unterrichten.
Sie arbeitete mehrere Jahre als Kunsterzieherin an Gymnasien in Germering, Gilching und München beziehungsweise als Biologin.
1994 kehrte sie in ihren Beruf als Kunsterzieherin zurück.
Ruth Paulig hat drei Söhne. Sie ist die Tante von Ludwig Hartmann, dem Fraktionssprecher der Grünen im Bayerischen Landtag und deren Spitzenkandidat zur Landtagswahl 2018.

## Landesvorsitzende von Bündnis 90/Die Grünen
Ruth Paulig zählt wie Petra Kelly und Gert Bastian zu den Gründungsvätern und -müttern der Grünen Partei in Bayern.
Im Dezember 1996 wurde sie bayerische Landesvorsitzende von Bündnis 90/Die Grünen und bekleidete dieses Amt bis 1998.

## Tätigkeit als Abgeordnete
Bereits 1986 wurde sie in den Landtag gewählt. Dieser Erfolg wurde vor allem auf die Nuklearkatastrophe von Tschernobyl zurückgeführt. Von 1998 bis 2000 war sie Vorsitzende der grünen Landtagsfraktion.
Sie war im Landtag stellvertretende Vorsitzende des Ausschusses für Umwelt und Verbraucherschutz („Umweltausschuss“) und umweltpolitische Sprecherin ihrer Fraktion. Zur Landtagswahl in Bayern 2008 stand sie nicht mehr zur Wahl.

## Engagement für Afrika
Nach dem Ausscheiden aus dem Landtag gründete Paulig den Verein "Promoting Africa", um die Bildungschancen für Kinder und Jugendliche in Afrika zu fördern, die Armut zu bekämpfen und den Umweltschutz zu fördern.

## Auszeichnungen
- 2001 erhielt sie den Bayerischen Verdienstorden.

## Dokumentationen
Zeitzeugeninterviews mit Ruth Paulig (Haus der Bayerischen Geschichte 2010)
- Ausgangspunkte und die anfangs bestimmenden Bewegungen innerhalb der Grünen; Rolle des Club of Rome mit seinem Bericht "Die Grenzen des Wachstums"[4]
- Gründungsphase der Grünen 1977, Beweggründe für die Wahl des Parteinamens, erste Beteiligungen an Kommunal- und Landtagswahlen 1978.[5]
- Verhältnis zwischen Ministerpräsident Franz Josef Strauß (CSU) und den Grünen, Auseinandersetzungen um die Wiederaufarbeitungsanlage Wackersdorf und die Reaktorkatastrophe von Tschernobyl[6]
- Proteste gegen die Wiederaufarbeitungsanlage Wackersdorf und das breite gesellschaftliche Bündnis[7]
- erstmaliger Einzug der Grünen in den Bayerischen Landtag 1986[8]
- Themenspektrum der Grünen nach ihrem Einzug in den Bayerischen Landtag[9]